# Tripseuxoa hibernans
Tripseuxoa hibernans là một loài bướm đêm trong họ Noctuidae.